# خطوط جهد عالي عابرة للأنهار في المملكة المتحدة
يوجد العديد من خطوط الجهد العالي العابرة للأنهار في المملكة المتحدة . 

ويعتبر برج الكهرباء العابر لنهر التايمز في شرق المملكة هو أطول برج كهرباء في المملكة المتحدة و قيمتة 400 كيلو فولت ويعبر , ويصل طوله إلى 190 متر ( 630 قدم ) . وتم تشيده بواسطة الشركة البريطانية للكابلات (BICC) عام 1965 . ويصل طول الكابل العابر للنهر إلى 1300 متر (4500 قدم ) .

بينما أطول خط يعبر نهر فهو البرج القائم بجوار نهر سيفرن حيث يصل طول كابلاته إلى 1700 متر( 5310 قدم) , ويبلغ طوله 148 متر( 488 قدم) .